# Ophiurina
Ophiurina — підряд офіур ряду Ophiurida.

## Класифікація
Підряд ділиться на наступні інфраряди:
- Родина Ophiacanthidae
- Інфраряд Hemieuryalina
  - Родина Hemieuryalidae
- Інфраряд Chilophiurina
  - Родина Ophiuridae
- Інфраряд Gnathophiurina
  - Родина Amphilepididae
  - Родина Amphiuridae
  - Родина Ophiothricidae
  - Родина Ophiactidae
  - Родина Ophionereididae
  - Родина Ophiocomidae
- Інфраряд Ophiodermatina
  - Родина Ophiochitonidae
  - Родина Ophiodermatidae
- Інфраряд Ophiolepidina
  - Родина Ophiolepididae